# Nasaasaq
Nasaasaq är en ö i Grönland (Kungariket Danmark).   Den ligger i kommunen Qaasuitsup, i den västra delen av Grönland, 1 100 km norr om huvudstaden Nuuk. Arean är 13,4 kvadratkilometer.
Terrängen på Nasaasaq är lite kuperad. Öns högsta punkt är 418 meter över havet. Den sträcker sig 3,6 kilometer i nord-sydlig riktning, och 6,2 kilometer i öst-västlig riktning.